# كايل بوش
كايل بوش (بالإنجليزية: Kyle Busch)‏ هو مالك فريق ناسكار ‏ أمريكي، ولد في 2 مايو 1985 في لاس فيغاس في الولايات المتحدة.

## وصلات خارجية
- الموقع الرسمي
- كايل بوش على موقع Racing-Reference.info (الإنجليزية)
- كايل بوش على موقع DriverDB.com (الإنجليزية)
- كايل بوش على موقع قاعدة بيانات المصارعة على الإنترنت (الإنجليزية)